# Plexippus paykulli
Plexippus paykulli es una especie de araña araneomorfa de la familia Salticidae. Es originaria del sudeste asiático, pero se ha extendido a otras partes del mundo. Generalmente se asocia con edificios, pero también se puede encontrar en algunas plantaciones y cerca de fuentes de luz. Su nombre rinde honor al científico sueco Gustaf von Paykull.

## Distribución
Tiene una distribución cosmopolita. Se ha reportado en las regiones tropicales de África y Asia. En el continente americano se introdujo en Florida y también se encuentra en Texas, extendiéndose hasta el sur de Paraguay. También se ha visto en Australia. También se ha visto en Alicante y Región de Murcia, y en otras zonas costeras mediterráneas de España.

## Descripción

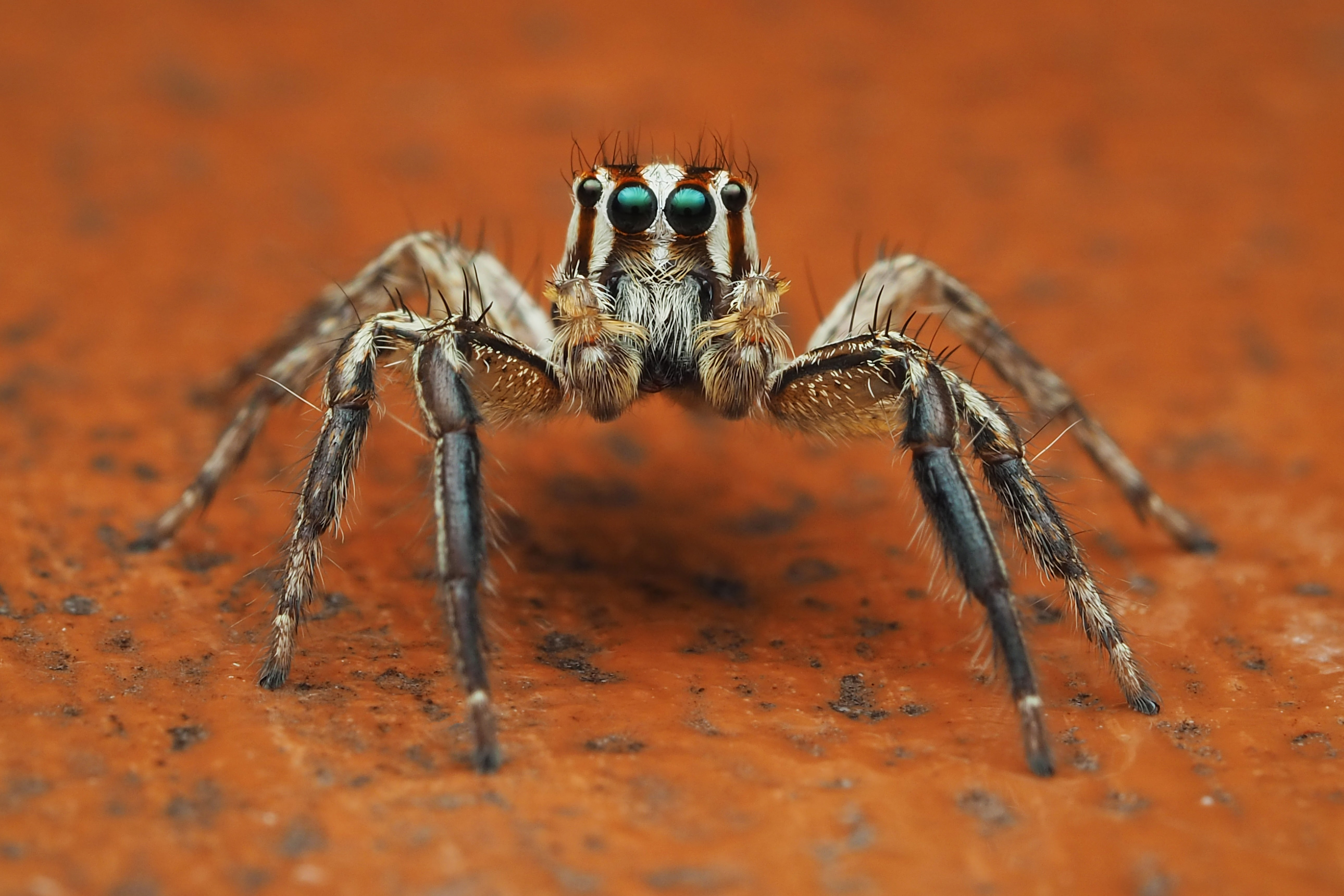
Vista frontal de un macho.

La hembra mide de 9 a 12 milímetros y el macho de 9 a 11 milímetros.
El macho se caracteriza por la presencia de bandas longitudinales blancas y negras en su cefalotórax y en su abdomen. La banda blanca central pasa entre los ojos anteriores. Los quelíceros son negros y los pedipalpos amarillo claro. Las patas son de color amarillo pálido con una línea negra en la superficie prolateral del fémur.
La hembra es de color marrón con un cefalotórax más oscuro, especialmente en el área de los ojos con una banda de color naranja oscuro en la parte torácica. El abdomen muestra dos bandas negras cortas en la parte posterior, cada una con dos manchas blancas y una banda central oscura con marcas en espiga. Las patas son uniformemente de color marrón oscuro.

## Biología
Plexippus paykulli se encuentra generalmente viviendo en y alrededor de edificios, aunque también se ha registrado en plantaciones de cítricos y campos de algodón. La hembra crea un saco de huevos de unos tres centímetros de diámetro en un lugar oculto debajo de pisos, grietas o aleros. En este se fabrica un estuche de seda con forma de lente en el que se depositan de 35 a 60 huevos. La hembra los protege hasta que las crías emergen y se dispersan unas tres o cuatro semanas después.
Esta araña no teje una telaraña, sino que construye un refugio sedoso en una posición elevada, como el borde del techo desde donde hace incursiones de caza. Tiene una vista muy aguda y se acerca sigilosamente a su presa objetivo, saltando sobre ella cuando está lo suficientemente cerca. Las especies de presas que se han registrado como parte de su dieta incluyen Diptera, Hemiptera, Hymenoptera, Lepidoptera, Odonata, Orthoptera y Aranea. En un estudio, estas arañas cazaban y consumían individuos de dieciséis especies de artrópodos de catorce familias y seis órdenes. Son depredadores de mosquitos en casas africanas, y de plagas de insectos como el Amrasca biguttula en India y Bangladés. Son muy ágiles y pueden superar muchas veces la longitud de su propio cuerpo en un solo salto. Son capaces de matar con éxito presas del doble de su tamaño. A los artrópodos grandes les inyecta veneno, pero generalmente son dominados por la fuerza bruta antes de que el veneno los haya inmovilizado. Ha habido registros de presas volando, saltando o huyendo con la araña aferrada a ella hasta que finalmente la víctima es dominada. Un estudio investigó la forma en que estas arañas acechaban a sus presas. Se encontró que una presa móvil como una mosca era acechada de una manera diferente a una inmóvil como un gusano. Sobre un fondo camuflado, la araña se acercó con mayor sigilo y saltó desde una distancia más corta para atacar a una presa móvil. Esto le dio a la araña una mayor probabilidad de un resultado exitoso sin detección previa.